# Olean (New York)
Olean è una città dello Stato statunitense di New York ed è il centro principale della contea di Cattaraugus.
Si estende su una superficie di 16 km² e nel 2000 contava 15 347 abitanti (999,2/km²).